# Mogrus faizabadicus
Mogrus faizabadicus is een spinnensoort in de taxonomische indeling van de springspinnen (Salticidae).
Het dier behoort tot het geslacht Mogrus. De wetenschappelijke naam van de soort werd voor het eerst geldig gepubliceerd in 1981 door Andreeva, Vladimir S. Kononenko & Jerzy Prószyński.